# Чжан Ханьюй
Чжан Ханьюй (кит. упр. 张涵予, пиньинь Zhāng Hányú; род. 19 декабря 1964, Пекин) — китайский актёр. Чжан стал первым китайским актёром лауреатом премий «Золотая лошадь», «Золотой петух», «Сто цветов» и «Huabiao Awards» за лучшую мужскую роль.

## Биография
Чжан родился в Пекине. В 1988 году окончил Центральную академию драмы. Свою карьеру начал с озвучивания на китайском языке таких фильмов, как «Подводная братва», трилогия «Властелин колец» и «Троя». Впоследствии Чжан играл второстепенные роли в нескольких телевизионных сериалах, а затем появился на ролях второго плана в фильмах режиссера Фэн Сяогана, таких как «Прости, малышка», «Сотовый телефон», «Похороны Большого Шотта» и «Мир без воров». Его называли «императорским статистом Фэн Сяогана», и заслужил признание Фэна.
В 2007 году Чжан впервые сыграл главную роль в военной драме «Во имя чести». Игра Чжана принесла ему известность и поставила в ряд первоклассных звёзд китайского кино. В 2008 г. Чжан также получил приз за лучшую мужскую роль на 29-й церемонии вручения премии «Сто цветов» и приз за лучшую главную роль на церемонии вручения кинопремии «Золотая лошадь». В следующем году Чжан получил приз за выдающуюся мужскую роль на церемонии вручения премии Huabiao Awards.
Чжан также сыграл роли второго плана в таких известных фильмах, как криминальная драма Цао Баопина «Уравнение любви и смерти», шпионский триллер «Послание», боевик «Телохранители и убийцы». Чжан также сыграл Чжан Ляна в историческом фильме «Белая месть». В 2012 г. Чжан вновь снялся вместе с Фэн Сяоганом в историческом фильме «Вспоминая 1942», сыграв роль священника. В 2013 году Чжан вместе с актерами Лю Е и Хуан Бо снялся в комедийном фильме «Повар, актёр, подлец» режиссёра Гуань Ху, где сыграл оперного актера.
В 2014 г. Чжан снялся в фильме Цуй Харка «Захват Тигриной горы» в жанре уся. Сыграв солдата НОАК под прикрытием, он получил премию «Золотой петух» за лучшую мужскую роль. Затем он снялся в криминальном фильме «Мистер Шесть» режиссёра Гуань Ху, а также сыграл роль второго плана в историко-фантастической эпопее Чжан Имоу «Великая стена». В 2016 году Чжан снялся в криминальном триллере «Операция „Меконг“» вместе с Эдди Пэном. Фильм получил высокую оценку критиков и на сегодняшний день является самым кассовым китайским фильмом о полицейских.
В 2017 г. Чжан снялся в полицейском триллере Джона Ву «Охота на человека», а также в фильме «Винная война», режиссёрском дебюте Леона Лая.